# Coleophora climacopterae
Coleophora climacopterae é uma espécie de mariposa do gênero Coleophora pertencente à família Coleophoridae.